# Friedrich Georg Weitsch
Friedrich Georg Weitsch, född den 8 augusti 1758 i Braunschweig, död den 30 maj 1828 i Berlin, var en tysk målare, son till Johann Friedrich Weitsch.
Weitsch kom 1776 till Tischbein i Kassel, där han kopierade Paul Potter och Rosa di Tivoli, varjämte han nödgades sysselsätta sig med porträttmålning, trots att han gjorde det ogärna. Framdeles blev han dock rätt betydande i denna art. Efter studier i Amsterdam och Italien återvände han till Braunschweig, där han målade flera porträtt, vilket hade till följd, att han kallades till Berlin 1787 som hovmålare och direktör vid akademien. Han utförde en mängd arbeten i alla fack, i porträtt, historie- och bataljmåleri, men föga därav kan sägas tillhöra historien: han höll fast vid de akademiska traditionerna, utan att för övrigt ha mycket tillfälle att uppträda emot några nya idéer. Med undantag av bildhuggaren J.G. Schadow hade han inga utmärkta talanger vid sin sida. Det bästa han gjorde är hans porträtt. Så kallades han 1808 till Stettin för att måla marskalk Soults bild. Av hans övriga arbeten är Fingals dotter Bosminas död (1804, efter Ossian) ett av de mest bemärkta, även om det endast vann delat bifall. 